# Gato común europeo

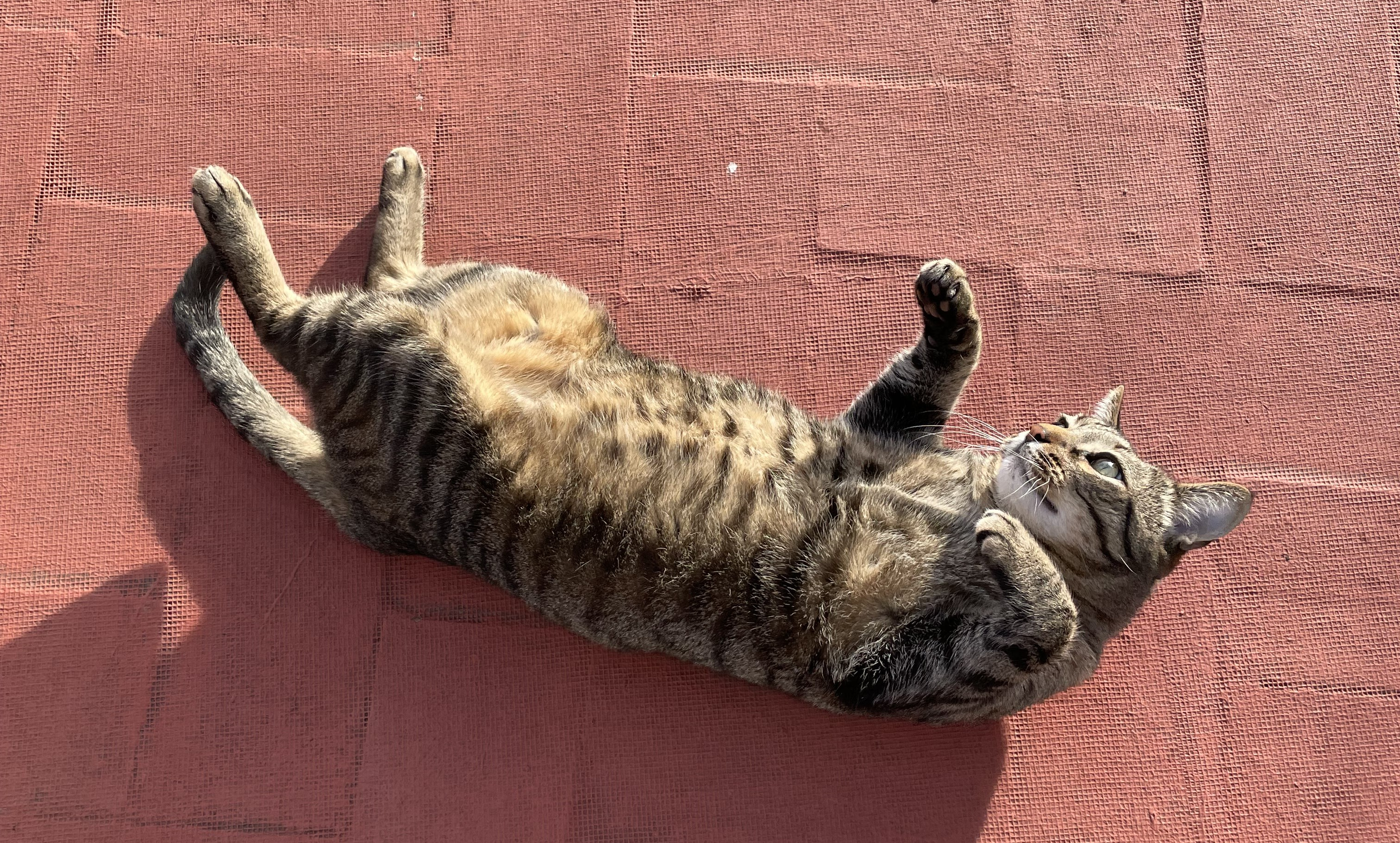
Gato común europeo atigrado tumbado

El gato común europeo es una raza de gato, como su nombre indica, originario de Europa, probablemente descendiente del gato montés africano (Felis silvestris lybica) y del gato de la jungla (Felis chaus). 
Fue reconocido como raza el 1 de enero de 1983. Los felinos de esta raza son fuertes y cuentan con un sólido sistema inmunológico. Los gatos comunes europeos se adaptan fácilmente a cualquier ambiente y clima. Es fácil verlos en grupo en las calles de las ciudades.

## Historia
El gato común europeo tuvo su origen hace milenios en especies felinas de África y Asia y se extendió por Europa gracias a la Antigua Roma, donde lo consideraban muy buen animal de compañía. Los expertos en felinos no saben muy bien quienes eran los antepasados de esta raza, pero el pensamiento más difundido es que proviene del gato montés africano (Felis silvestris lybica). Aunque también se cree que el actual europeo tiene genes del gato de la jungla (Felis chaus).

## Reconocimiento como raza
El primer intento de registrar al gato europeo como raza tuvo lugar en Londres, Inglaterra durante el Governing Council of the Cat Fancy (GCCF) de 1925, pero no fue hasta el 1 de enero de 1983 cuando la Federación Internacional Felina reconoció al gato común europeo como una raza oficial.

## Características

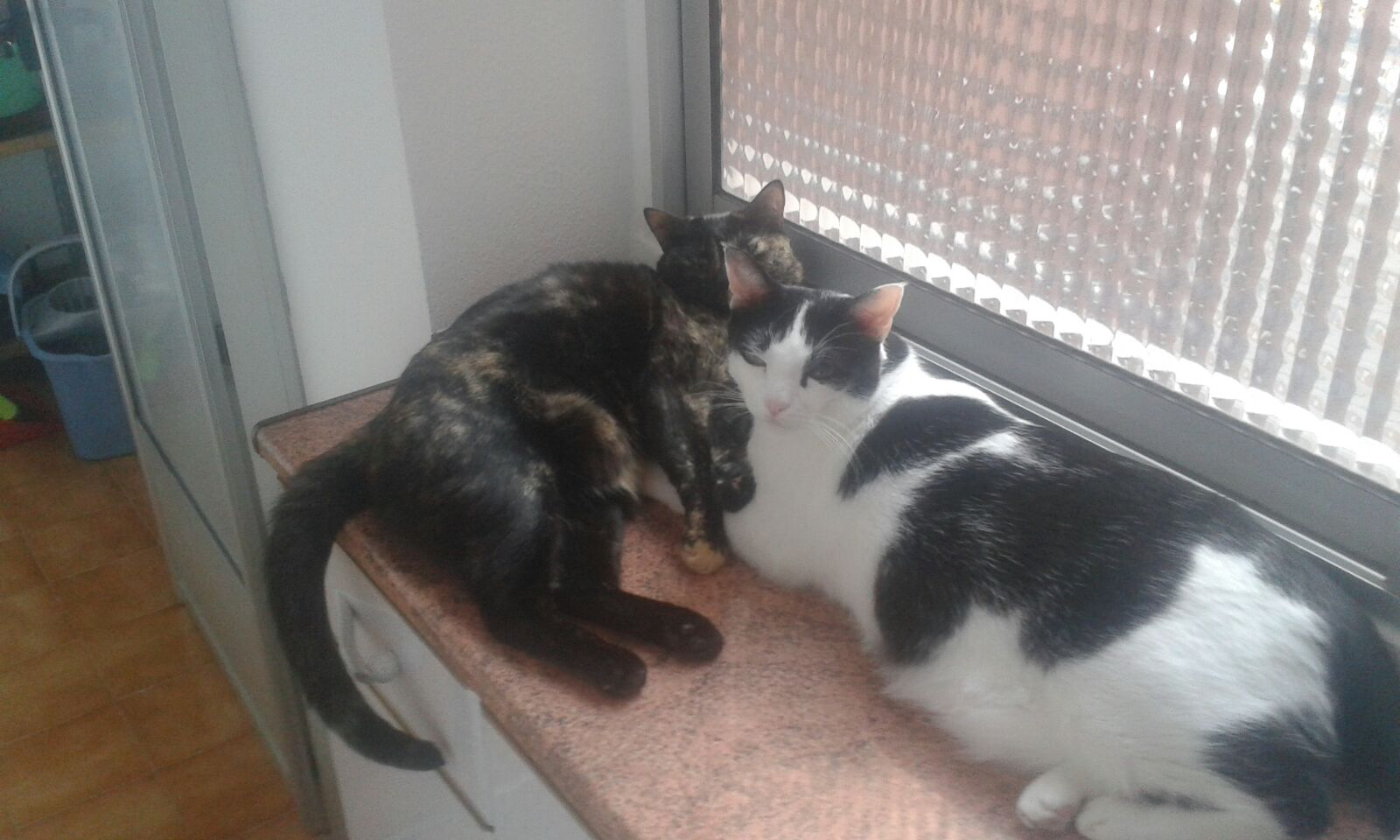
Gatos comunes europeos descansando

El gato común europeo es fuerte, corpulento y robusto, pero sin llegar a ser rechoncho. Tiene el pecho ancho y bien desarrollado, su cabeza es redondeada y ancha por los pómulos. Las orejas son de tamaño medio, bien separadas, rectas y redondeadas en el extremo, y presentan un hocico recto. Los ojos son redondeados y pueden ser: azules, verdes, o amarillos, aunque el más común es el verde. La cola es de longitud media, gruesa y puntiaguda. El pelo es lo que más lo caracteriza: corto, suave, fino y brillante. Es tan corto que casi no exige cepillado. Este tipo de raza es poco propensa a contraer enfermedades. Sin embargo, viviendo en interiores, son propensos a adquirir sobrepeso, los veterinarios recomiendan no alimentarlos en exceso, alrededor de 150 g de comida diaria es más que suficiente.[cita requerida]

## Tipos de pelaje
- Atigrado, romano, jaspeado o tabby: posee tres rayas oscuras a lo largo de la línea dorsal y en los costados,  una mancha en forma de concha. Sus variaciones de color son grises con negro, o anaranjado en algunos casos se mezcla el blanco y algunos espacios romanos en sus dos combinaciones anteriores.
- Monocolor: negro, blanco o anaranjado son los colores más comunes.
- Bicolor: mezcla de dos colores, blanco y negro, y anaranjado y blanco son los más comunes.
- Tricolor: mezcla de tres colores, blanco, naranja y negro. Habitualmente son hembras, y los machos que nacen así suelen ser estériles.[5]

## Carácter
Es un animal inteligente, muy buen cazador, independiente y audaz. A pesar de su independencia, en un entorno doméstico es muy cariñoso y mimoso con su cuidador, aunque es tímido y desconfía de los extraños. Este gato es muy juguetón y activo, sobre todo por las noches por sus hábitos nocturnos, también es muy limpio, ya que se asea constantemente con su lengua.
Tampoco requiere muchos cuidados gracias a su robusto sistema inmunológico, adaptándose fácilmente a cualquier tipo de ambiente tanto en interior como en exterior. Su esperanza de vida ronda de once a trece años.